# Itsuki Yamada
Itsuki Yamada (født 5. oktober 1990) er en japansk fodboldspiller, som spiller for den japanske fodboldklub Blaublitz Akita.